# Reser Stadium
Le Reser Stadium est un stade de football américain de 43 300 places situé sur le campus de l'Oregon State University à Corvallis (Oregon). L'équipe de football américain universitaire des Oregon State Beavers évolue dans cette enceinte inaugurée en 1953. Ce stade est la propriété de l'Oregon State University.

## Histoire
Ce stade portait à l'origine le nom de Parker Stadium. Longtemps limitée à 35 632 places, la capacité de l'enceinte est portée à 43 300 places à la suite de travaux commencés en 2004. À la fin de cette phase de rénovation et d'extension en trois phases, le nombre de places disponibles sera de plus de 55 000.
En 1999, le terrain est équipé d'une surface de jeu artificielle de type Astroturf. Elle est remplacée durant l'été 2005 par du FieldTurf.